# Maximus Confessor

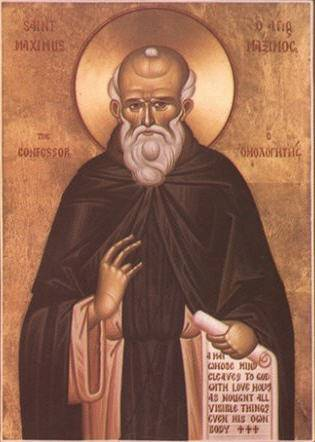
Maximus Confessor

Maximus Confessor („Maximus der Bekenner“; griechisch Μάξιμος Ὁμολογητής Maximos Homologetes) (* um 580 in Konstantinopel; † 13. August 662 in Lazika) war ein griechischer Mönch und Theologe und wird in der römisch-katholischen und der orthodoxen Kirche als Heiliger verehrt.

## Leben
Maximus stammte aus wohlhabender oströmischer Familie und wurde um 580 in Konstantinopel geboren. Ab 610 war er ein Sekretär des Kaisers Herakleios. 613/614 zog er sich als Abt in das benachbarte Kloster Chrysopolis bei Chalcedon (heute Skutari, Stadtteil von Istanbul), später (624/25) nach Kyzikos zurück. Maximus floh 626 vor den nach Kleinasien vordringenden Persern zuerst nach Kreta und Zypern und 628/630 dann nach Nordafrika. Dort bekämpfte er den Monophysitismus, der die Zweinaturenlehre ablehnte.
630 konnte Herakleios Frieden mit den Persern schließen; doch die Atempause war von kurzer Dauer, denn kurz darauf begannen die Angriffe der muslimischen Araber. Herakleios versuchte in dieser Situation, die zerstrittenen Christen zu einen, indem er den Monotheletismus propagieren ließ. Doch dies stieß insbesondere in Italien und Afrika auf Ablehnung, so auch bei Maximus, der die neue Lehre für einen indiskutablen Kompromiss mit den Monophysiten hielt. 641 bestieg der erst elfjährige Konstans II. den oströmisch-byzantinischen Thron. Zu dieser Zeit hatten Araber bereits Ägypten und Syrien erobert und drangen gegen Konstantinopel vor. Die erste Sorge von Konstans und seinen senatorischen Beratern war es daher, durch Einheit des Glaubens die Einheit des Reiches zu sichern und so angesichts der Krise dessen Verteidigungskraft zu stärken. Da es in den vergangenen drei Jahrhunderten nie gelungen war, dogmatischen Konsens im Christentum zu erzielen, setzte die kaiserliche Regierung auf die Strategie, religiöse Streitigkeiten schlicht zu verbieten. Konstans verbot daher in seinem Typos von 648 offiziell jegliche Diskussion und jeden Streit zwischen den „orthodoxen“ Christen, die das Glaubensbekenntnis im Konzil von Chalcedon (451) befolgten, den Monophysiten sowie den Monotheleten, die glaubten, trotz der zwei Naturen in der Person Christi, der göttlichen und der menschlichen, herrsche in ihm nur ein einziger Wille (telos), nämlich der göttliche.
Maximus lehnte den kaiserlichen Erlass ab und verfolgte weiterhin unnachgiebig diejenigen, die er für Ketzer hielt. Bereits 645/46 war er nach Rom gegangen und betrieb die Einberufung eines Konzils, das die beiden abweichenden Lehrmeinungen nochmals verurteilen sollte. Zu dieser Zeit war Theodor I. Papst. Dieser weigerte sich, Paulus, einen Monotheleten, als neuen Patriarchen von Konstantinopel anzuerkennen, und setzte ihn 649 ab. Dessen Vorgänger, Pyrrhus I., exkommunizierte er. Diese Vorgänge und erst recht die Einberufung der Lateransynode durch Theodors Nachfolger Martin I. im Jahre 649 verstießen massiv gegen den Willen des Kaisers. Auch Maximus nahm an der Lateransynode teil. Auf ihr wurden der Monotheletismus und der Monophysitismus scharf verurteilt. Daraufhin wurden Maximus und Martin wegen Hochverrats von kaiserlichen excubitores verhaftet und nach Konstantinopel gebracht. Zudem warf man Maximus vor, den Usurpator Gregorius, der sich um 646 gegen den Kaiser erhoben hatte, unterstützt zu haben. Der Wahl Martins zum Papst hatte Konstans II. ohnehin nie zugestimmt. Maximus und Martin waren für ihn schlicht Aufrührer, die die Landesverteidigung und den inneren Frieden gefährdeten und seine Feinde unterstützt hatten. Theologische Fragen traten angesichts dieser Vorwürfe völlig in den Hintergrund – für Konstans ging es um verweigerten Gehorsam und Aufruhr, nicht um religiöse Differenzen.
Maximus wurde deshalb 653 in Konstantinopel vor Gericht gestellt, bis 655 eingekerkert und anschließend nach Thrakien verbannt. Im selben Jahre vernichtete die arabische Flotte unter dem Kalifen Muawiya die oströmische Flotte. Konstans verließ Konstantinopel Anfang 662 und zog nach Italien, um dort den Widerstand zu organisieren. Im selben Jahr lehnte Maximus es erneut ab, dem kaiserlichen Typos von 648 zu gehorchen. Zur Strafe wurde ihm die Zunge herausgeschnitten und die rechte Hand abgehackt. Wenig später wurde er nach Lazika im heutigen Georgien verbannt, wo er im Kastell Schemarion am Schwarzen Meer am 13. August 662 an seinen Verletzungen starb.

## Werk
Maximus hinterließ ca. 90 Schriften. Er beherrschte neben Griechisch auch Latein, besaß Grundkenntnisse der aristotelischen Dialektik und war stark vom Neuplatonismus beeinflusst. Wichtig ist u. a. sein Kommentar zu Pseudo-Dionysius Areopagita.
Um 636 bemerkte er angesichts der vordringenden Araber:

„Was könnte schrecklicher sein als die anwesenden Übel, die gegenwärtig die zivilisierte Welt überziehen? Eine barbarische Wüstennation überrennt ein anderes Land, als wäre es ihr Eigentum, unsere Zivilisation wird verwüstet durch wilde und ungezähmte Bestien in Menschengestalt. Diese Bestien sind Juden und Jünger des Antichrist. Die Christen müssen bereuen, um die Eindringlinge zurückzuwerfen.“

Eingedenk der islamischen Geschichtsschreibung hätte man hier die Erwähnung einer neuen Religion namens Islam oder einer Person Mohammed erwarten können. Von diesen ist ihm aber offenbar nichts bekannt. Er wendet sich gegen die von der Reichskirche getrennten häretischen Araber, die Jesus nicht (mehr) als Gottessohn verehren. Ohne einen göttlichen Christus sind die Araber für Maximus dann „Juden und Jünger des Antichrist“.
Nach dem Martyrologium Romanum ist ihm als Heiligem der 13. August zugeordnet.

## Textausgaben und Übersetzungen
- Maximos der Bekenner: All-eins in Christus. Auswahl, Übertragung, Einleitung von Endre von Ivánka. Einsiedeln 1961.
- Capita theologica et oeconomica: Zwei Centurien über die Gotteserkenntnis. Übersetzt und kommentiert von Andreas Wollbold. Freiburg im Breisgau 2016.
- Capita de caritate. Vier Centurien über die Liebe. Eingeleitet, übersetzt und kommentiert von Andreas Wollbold. Freiburg im Breisgau 2020.
- Drei geistliche Schriften. Aus dem Griechischen übertragen von Guido Bausenhart, durchgesehen und überarbeitet vom Johannes-Verlag. Freiburg im Breisgau 1996.
- Weisheit, die betet: Maximus, der Bekenner 580–662. Deutsch von Basilius Hermann. Würzburg 1941.